# Maikel Delacalle
Maikel Cabello Negrín (San Isidro, Granadilla de Abona, Tenerife, 16 de septiembre de 1994), más conocido por su nombre artístico Maikel Delacalle, es un rapero y cantante canario conocido por incorporar a su música diferentes elementos procedentes del R&B, el Hip hop español o el dancehall. Maikel ha conseguido millones de reproducciones en sus videoclips y sus temas han conseguido colarse en lo más alto en las listas de éxitos de plataformas como Spotify o Apple Music.  En su trayectoria como artista ha trabajado con muchos productores y artistas más famosos del género urbano y se ha colocado como uno de los más importantes en la actualidad.

## Biografía
Nació en la localidad de San Isidro, al sur de Tenerife. A la edad de 16 años, se marchó de casa, y durante un tiempo, estuvo internado en un centro de menores. Durante este tiempo, estuvo junto a Demetrio Rigopoulos, su primer manager, y quien realmente ayudó con los primeros pasos y temas del artista. Gracias a esta unión, y a raíz de su amistad con el dj Deejay Darío, Maikel se introdujo en el mundo de la música.
Según el propio artista, "De la Calle" viene por su abuela, ya que fue con ella con la que se crio desde la edad de los 7 años, con la muerte de su madre. También comenta que su nombre real es Mikel aunque su madre siempre le quiso poner Maikel pero en ese momento solo le podía poner un nombre español y finalmente le pusieron ese nombre de origen vasco.
Su vida de niño era muy tranquila aunque pertenecía a una familia humilde. Escuchaba conciertos en los carnavales como el de Celia Cruz. En el barrio en el que creció, la gran mayoría de los habitantes eran latinos por lo que sus dos mejores amigos son venezolanos y colombianos.

## Carrera musical
Empezó a ganar reconocimiento en el mundo de la música urbana a principios de 2016 debido a su versión en español de «Or Nah» y su sencillo «Ganas». Al poco tiempo de su publicación «Or Nah» se colocó entre las 50 canciones más virales de España en Spotify.
Maikel comenzó su carrera de artista versionando o haciendo "covers" de canciones inglesas y españolas conocidas, así como «Love Yourself» o «Payphone». Estas versiones las subía a redes sociales como Instagram o YouTube, en la que empezaron a hacerse virales entre el público.
En 2017 firmó un contrato con Universal Music, contando desde entonces con varios productores de relevancia en el género. En octubre de 2018 lanza su primer disco «Calle y fe». A fecha de enero de 2020 su videoclip «Ganas» acumula casi 20 millones de reproducciones en Youtube.
La canción «Replay» ha conseguido ser disco de oro obteniendo los mejores puestos en las listas de España y América Latina. El 14 de marzo de 2019 acudió a los Premios Dial celebrados en el Centro Internacional de Ferias y Congresos de Tenerife.
Maikel ha realizado colaboraciones con reguetoneros tales como  Kevin Roldán y Justin Quiles, entre otros. También ha realizado conciertos en Colombia o Los Ángeles. En 2019, Mahmood y Maikel Delacalle unieron sus voces para la versión de la canción «Soldi» en español.
El 8 de enero de 2022, Maikel Delacalle fue uno de los cantantes participantes en el concierto solidario Más fuertes que el volcán, el cual fue organizado por Radio Televisión Española con el fin de recaudar fondos para los damnificados por la erupción volcánica de La Palma de 2021.
El día 24 de marzo de 2023 Maikel Delacalle hizo una colaboración con el artista del momento del género y la escena canaria Quevedo haciendo un remix de su popular tema Mi Nena.

## Influencias musicales
Maikel Delacalle cita que sus inspiraciones desde niño son Tupac Shakur, Craig David y Eminem.

## Discografía

### Discos
- 2018: «Calle y fe»

### Sencillos
- 2016: «Ganas (Remix)»
- 2016: «Llegué yo»
- 2016: «Mi mitad»
- 2016: «O no Or Nah (Spanish Remix)»
- 2016: «Mi nena»
- 2016: «Llámame»
- 2016: «Ganas»
- 2016: «No quiero llorar» (Spanish Remix)
- 2017: «Más de ti»
- 2017: «Me atrevo»
- 2017: «No dramas»
- 2017: «Mi oración»
- 2017: «Sin la luz»
- 2017: «Tus amigas»
- 2017: «Condiciones»
- 2017: «La noche caía»
- 2017: «Amor a la calle (Unplugged)»
- 2018: «Eso»
- 2018: «Jaque mate»
- 2018: «Amor de cine»
- 2018: «Hacer dinero»
- 2018: «Latinoamericana»
- 2019: «No he sido un santo»
- 2019: «Amuleto»
- 2019: «Si tú me quisieras»
- 2019: «Fugitivo»
- 2019: «Con To´»
- 2019: «Quién Soy»
- 2020: «Cadenas»
- 2020: «Me fascina»
- 2020: «Dándole»
- 2020: «El capo»
- 2020: «HATERS»
- 2021: «No te enamores»
- 2021: «Bala Perdía»
- 2021: «Lalala 2.0»
- 2021: «Se Va Pero Vuelve»
- 2021: «Una Pregunta»
- 2021: «La Espera»
- 2021: «Se Dice Ouigo»
- 2021: «Un Secreto»
- 2021: «4mén»
- 2021: «Querer Es Poder»
- 2021: «MÁTATA»
- 2021: «Fanático»
- 2021: «De X Vida»
- 2022: «Pacto»
- 2022: «Otra Noche»
- 2022: «Sustancia (Remix)»
- 2022: «Sin Ti»
- 2022: «Quiero que te acerques más»
- 2022: «Josicúa»
- 2022: «Naiky»
- 2022: «Dear Mama»
- 2022: «Cupido»
- 2023: «Tras De Ti»
- 2023: «Breve O Eterno»
- 2023: «Con Dios delante»
- 2023: «BETOVEN (Remix)»
- 2023: «Mi Nena Remix»
- 2023: «Hola»
- 2023: «Campeones»

### Colaboraciones
- 2017: «GIRLFRIEND» (Maikel Delacalle) Rels B
- 2018: «El mundo entero» (con Ana Guerra, Agoney Hernández, Aitana, Mimi Doblas y Raoul Vázquez)
- 2019: «Soldi (Maikel Delacalle)» (con Mahmood)
- 2019: «Quién soy (Maikel Delacalle)» (con  Akapellah)
- 2019: «Si tú me quisieras (Maikel Delacalle)» (con Eladio Carrion)
- 2020: «Quisiera (remix) (Maikel de la Calle, Justin Quiles, Rafa Pabön y Jerry Di»
- 2021: «Una pregunta - Maikel de la Calle ft. Guaynaa»
- 2021: «Querer es poder - Lennis Rodriguez ft Maikel de la Calle»
- 2021: «Mecánico - Rei ft. Maikel de la Calle»
- 2023: «Mi Nena Remix - Maikel de la Calle ft. Quevedo»
- 2023: «Loka - Chanel ft. Maikel Delacalle»

## Premios y nominaciones

### LOS40 Music Awards
| Año  | Categoría                    | Premio             | Resultado | Ref.   |
| ---- | ---------------------------- | ------------------ | --------- | ------ |
| 2022 | Mejor artista o grupo urbano | LOS40 Music Awards | Ganador   | [ 10 ] |